# Tonino Accolla
Tonino Accolla, pseudonimo di Antonino Accolla (Siracusa, 6 aprile 1949 – Roma, 14 luglio 2013), è stato un doppiatore, direttore del doppiaggio e dialoghista italiano.
È noto principalmente per essere stato la voce italiana di Eddie Murphy e del personaggio di Homer Simpson nel cartone animato I Simpson.

## Biografia

### Carriera
Inizia la sua gavetta come attore radiofonico e teatrale dai primi anni settanta, e intraprende l'attività di doppiatore nello stesso periodo, entrando alla fine del decennio nella C.D., per poi diventare nel 1982 doppiatore d'esclusiva del neonato Gruppo Trenta. A tale società vengono assegnate le edizioni italiane dei primi film con Eddie Murphy, la cui voce italiana diviene da subito Accolla. Quest'ultimo, anche dopo aver lasciato il Gruppo Trenta, continuerà a doppiare Murphy in tutta la sua filmografia fino al 2009, con il film Immagina che. Nel corso della sua lunga carriera, Accolla si dedica anche all'attività di attore, ma in maniera discontinua e solamente con ruoli minori. Si afferma principalmente nel campo del doppiaggio.
Tra gli altri attori doppiati, anche Kenneth Branagh (il doppiaggio del quale, nel film Enrico V, lo porta a vincere il Nastro d'argento al miglior doppiatore 1991), Tom Hanks, Mickey Rourke, Ralph Fiennes, Christopher Lambert, Jim Carrey, Ben Stiller in Palle al balzo - Dodgeball e Tutti pazzi per Mary, Tim Curry, Gary Oldman in Léon e Il quinto elemento e Christian Bale ne L'uomo senza sonno, nonché il personaggio di Timon nei film d'animazione Il re leone e Il re leone 3 - Hakuna Matata, Mike Wazowski nel film Monsters & Co. e Mushu nel secondo film di Mulan e nella serie House of Mouse - Il Topoclub, oltre al ruolo di Homer Simpson nella celebre sitcom animata I Simpson.
È stato direttore del doppiaggio della maggior parte degli episodi dei Simpson fino alla ventitreesima stagione, oltre che di numerosi film, fra cui Borat - studio culturale sull'America a beneficio della gloriosa nazione del Kazakistan, The Island, Gli occhiali d'oro, Hot Shots!, Il silenzio degli innocenti, Braveheart - Cuore impavido, Crash, Titanic e Avatar.

### Vita privata
Ha avuto un figlio, Lorenzo, e una nipote, Natalia, che hanno avuto entrambi alcune esperienze come doppiatori.

### Morte
È morto al policlinico Gemelli di Roma il 14 luglio 2013, all'età di 64 anni, dopo una lunga malattia. La camera ardente è stata allestita presso la cappella dello stesso policlinico e i funerali si sono svolti il 16 luglio presso la chiesa di Santa Maria dei Miracoli di Roma.

## Doppiaggio

### Film
- Eddie Murphy in 48 ore, Una poltrona per due, Beverly Hills Cop - Un piedipiatti a Beverly Hills, La miglior difesa è... la fuga, Il bambino d'oro, Beverly Hills Cop II - Un piedipiatti a Beverly Hills II, Nudo e crudo, Il principe cerca moglie, Harlem Nights, Ancora 48 ore, Il distinto gentiluomo, Il principe delle donne, Beverly Hills Cop III - Un piedipiatti a Beverly Hills III, Vampiro a Brooklyn, Il professore matto, Uno sbirro tuttofare, Il dottor Dolittle, Il genio, Life, Bowfinger, La famiglia del professore matto, Il dottor Dolittle 2, Showtime, Pluto Nash, Le spie, L'asilo dei papà, La casa dei fantasmi, Dreamgirls, Norbit, Piacere Dave, Immagina che
- Tom Hanks in Splash - Una sirena a Manhattan, Dirsi addio,  Casa, dolce casa? (1° doppiaggio), La retata, Turner e il casinaro, Joe contro il vulcano, Music Graffiti
- Mickey Rourke in Il Papa del Greenwich Village, 9 settimane e ½, Angel Heart - Ascensore per l'inferno, Una preghiera per morire, Orchidea selvaggia, Ore disperate, La vendetta di Carter
- Kenneth Branagh in Enrico V, L'altro delitto, Molto rumore per nulla, Gli amici di Peter, Riccardo III - Un uomo, un re
- Bill Paxton in True Lies, Svolta pericolosa, Conflitti del cuore, Titanic, Ghosts of the Abyss
- Jim Carrey in Ace Ventura - L'acchiappanimali, Ace Ventura - Missione Africa, Simon Birch, Io, me & Irene, Una settimana da Dio
- Billy Crystal in Harry, ti presento Sally..., Scappo dalla città - La vita, l'amore e le vacche, Mr. sabato sera
- Ralph Fiennes in Strange Days, Oscar e Lucinda, Spider
- Tim Curry in Oliver Twist, Signori, il delitto è servito, Palle in canna
- Wesley Snipes in Major League - La squadra più scassata della lega, Chi non salta bianco è, Omicidio nel vuoto
- James Spader in Crash, Bella in rosa, Amore senza fine
- O. J. Simpson in Una pallottola spuntata, Una pallottola spuntata 2½ - L'odore della paura, Una pallottola spuntata 33⅓ - L'insulto finale
- Christopher Lambert ne Il siciliano, Max e Jeremie devono morire, Highlander 3
- Gary Oldman in Léon, Il quinto elemento
- Steve Guttenberg in Tre scapoli e un bebè, Cocoon - L'energia dell'universo
- Rupert Everett ne Gli occhiali d'oro, Dunston - Licenza di ridere
- Ben Stiller in Tutti pazzi per Mary, Palle al balzo - Dodgeball
- Nicolas Cage in Bufera in Paradiso, Il bacio della morte
- Stephen Rea in Angie - Una donna tutta sola, Prêt-à-Porter
- Rob Lowe in Cattive compagnie, Fusi di testa
- Adam Sandler in Little Nicky - Un diavolo a Manhattan, Hot Chick - Una bionda esplosiva
- Jeff Daniels in Voglia di tenerezza, Heartburn - Affari di cuore
- John Turturro ne Gli sgangheroni, Girl 6 - Sesso in linea
- Judd Nelson in Breakfast Club, Una voce per gridare
- Mark Caso in Tartarughe Ninja II - Il segreto di Ooze, Tartarughe Ninja III
- Tim Roth in Planet of the Apes - Il pianeta delle scimmie, Decameron Pie
- John Cusack ne La sottile linea rossa, Pallottole su Broadway
- Jason Connery ne La venexiana, Bye Bye Baby
- Bill Bixby ne La banda delle frittelle di mele
- John Hurt in Alien
- David McCallum ne Gli occhi del parco[7]
- Paul McCrane in Saranno famosi
- Sean Penn in Taps - Squilli di rivolta
- Thomas G. Waites in La cosa
- Jonathan Pryce in Qualcosa di sinistro sta per accadere
- Kyle T. Heffner in Flashdance
- Eric Idle in Monty Python - Il senso della vita
- Tom Cruise in Risky Business - Fuori i vecchi... i figli ballano
- Patrick Swayze in Alba rossa
- Kyle MacLachlan in Dune
- Pierre Cosso in Cenerentola '80
- Aidan Quinn in Amare con rabbia
- Robby Benson in Harry & Son
- Denzel Washington in Power - Potere
- Charlie Sheen in Una pazza giornata di vacanza
- Peter Jackson in Fuori di testa
- Kevin Spacey in Una donna in carriera
- Rick Moranis in Parenti, amici e tanti guai
- Tim Robbins in Regina senza corona
- Beau Bridges ne I favolosi Baker
- Brad Dourif ne L'esorcista III
- Michael Keaton in Uno sconosciuto alla porta
- Dennis Quaid in Benvenuti in paradiso
- Ron Silver in Blue Steel - Bersaglio mortale
- Kevin Kline in Grand Canyon - Il cuore della città
- Peter Gallagher ne I protagonisti
- John Lansing in American Graffiti 2
- Benicio del Toro in Cristoforo Colombo - La scoperta
- Kario Salem in 1492 - La conquista del paradiso
- Danny Webb in Alien³
- Thomas Gottschalk in Sister Act 2 - Più svitata che mai
- Pierce Brosnan in Mrs. Doubtfire - Mammo per sempre
- Rowan Atkinson in Hot Shots! 2
- Marc Autheman in Tre colori - Film rosso
- Thierry Lhermitte in Un indiano in città
- Glenn Plummer in Speed
- Hugh Grant in Nine Months - Imprevisti d'amore
- Angus Macfadyen in Braveheart - Cuore impavido
- Harold Perrineau in Romeo + Giulietta di William Shakespeare
- Jonathan Penner in Giù le mani dal mio periscopio
- Bill Pullman in Independence Day
- Rob Campbell ne La seduzione del male
- Leland Orser in Alien - La clonazione
- Jason Patric in Speed 2 - Senza limiti
- Donald Dunn in The Blues Brothers - I fratelli Blues
- Dylan McDermott in Solo se il destino
- Dermot Mulroney in Bad Girls
- Jason Flemyng in Il violino rosso
- Phyllis Katz ne Il dottor Dolittle
- David Bowie ne Il mio West
- Goran Višnjić in Amori & incantesimi
- Thomas Kretschmann in Coppia omicida
- Guy Pearce in Regole d'onore
- Vincent D'Onofrio in The Cell - La cellula
- John Diehl in Lost Souls - La profezia
- Rhys Ifans in Human Nature
- Tony Goldwyn ne L'ultimo samurai
- Paul Reiser in Un corpo da reato
- Tracy Morgan in Jay & Silent Bob... Fermate Hollywood!
- Timothy Hutton in French Kiss
- Karel Roden in 15 minuti - Follia omicida a New York
- Christian Bale ne L'uomo senza sonno
- Elijah Alexander in Mr. & Mrs. Smith
- Paulo Costanzo ne Il dottor Dolittle 3
- Clive Owen ne La Pantera Rosa
- Katt Williams in Epic Movie
- Ovidio Martucci in Noi uomini duri

### Film d'animazione
- Timon ne Il re leone e Il re leone 3 - Hakuna Matata
- Mushu ne Il bianco Natale di Topolino - È festa in casa Disney e Mulan II
- Assurancetourix e voce narrante in Asterix e i vichinghi
- Homer Simpson e Tony Ciccione ne I Simpson - Il film
- Sigfrido ne Il lago dei cigni
- Il cittadino in Basil l'investigatopo
- Asterix in Asterix conquista l'America
- Charlie ne Le nuove avventure di Charlie
- Mike Wazowski in Monsters & Co., La nuova macchina di Mike
- Astarotte in Opopomoz
- Auto Mike in Cars - Motori ruggenti
- Pierre in The Reef - Amici per le pinne
- Tanga  ne L'arca di Noè

### Serie TV e miniserie
- Patrick Swayze in Nord e Sud e Nord e Sud II
- Paul Reiser in Innamorati pazzi
- Jameson Parker in Simon & Simon
- Terry Carter in Uno sceriffo a New York
- Shea Farrell in Hotel
- Jamie Farr in M*A*S*H
- Ted McGinley in Happy Days
- Casey Swaim in Project U.F.O.
- Tony Ramos in Destini
- Pierre Malet ne La figlia di Mistral
- Mark Frankel in E Caterina... regnò
- John Shea in Kennedy
- Jun'ichi Ishida in Marco Polo
- Jack Scalia in Conquisterò Manhattan
- Mark Frankel in La primavera di Michelangelo
- Jacques Spiesser ne La maledizione dei Templari

### Cartoni animati
- Homer Simpson (st. 1-23), Abraham Simpson da giovane (st. 1-23[8]), Gengive Sanguinanti (ep. 1x06, parti cantate), Pucci (ep. 8.13), Serpe (ep. 11x05), Jack di Fiori / Eddie Murphy (ep. 16.7), Krusty (ep. 17x08, parti cantate), Dan Castellaneta (ep. 17x15) ne I Simpson[9]; Homer Simpson nell'episodio 6x02 de I Griffin
- Robin Hood e Principe Massimiliano ne Le favole più belle[10]
- Ryu in Falco il super bolide
- Grande Puffo (3ª voce) ne I Puffi
- Andrea in Isabelle de Paris
- Kiri Kagure in Gotriniton - Goshogun, il dio della guerra
- Goemon Ishikawa XIII in Lupin III - Il castello di Cagliostro (1° doppiaggio)
- Benzino Gasolini in DuckTales - Avventure di paperi
- Tiramolla in Tiramolla Adventures
- Ace Ventura in Ace Ventura
- Mushu in House of Mouse - Il Topoclub
- Dottor Orso (1ª voce) in Peppa Pig

### Videogiochi
- Homer Simpson ne I Simpson - Il videogioco
- Mike Wazowski in Monsters & Co. L'Isola dello Spavento, Monsters & Co. A chi urla più forte

## Filmografia

### Cinema
- L'eredità dello zio buonanima, regia di Alfonso Brescia (1974)
- L'amore nascosto, regia di Alessandro Capone (2007)
- Sandrine nella pioggia, regia di Tonino Zangardi (2008)

### Televisione
- Napoleone a Sant'Elena - miniserie TV, prima puntata, regia di Vittorio Cottafavi (1973)
- Sotto il placido Don - miniserie TV, prima puntata, regia di Vittorio Cottafavi (1974)
- Tommaso d'Aquino - film TV, regia di Leandro Castellani (1975)
- Lo scandalo della Banca Romana - miniserie TV, terza puntata, regia di Luigi Perelli (1977)
- Le tre capitali - film TV, regia di Edmo Fenoglio (1982)
- Tornerai - miniserie TV (1989)
- Il maresciallo Rocca 3 -  serie TV, 2 episodi, regia di José María Sánchez (2001)

#### Prosa televisiva Rai
- La famiglia Barrett di Rudolph Besier, regia di Fulvio Tolusso, trasmessa il 18 maggio 1973.
- Giovanni Episcopo di Franco Scaglia e Aldo Trionfo, da Gabriele D'Annunzio, regia di Aldo Trionfo e Sandro Spina, trasmesso il 23 agosto 1977.
- La grande rabbia di Philipp Hotz di Max Frisch, regia di Enrico Colosimo, trasmessa l'11 febbraio 1979.
- Tre ore dopo le nozze di John Gay, Alexander Pope e John Arbuthnot, regia di Ugo Gregoretti, trasmessa il 31 marzo 1979.
- Antonio e Cleopatra di William Shakespeare, regia di Roberto Guicciardini, trasmessa il 26 e 27 giugno 1979.

## Teatro
- La pazza di Chaillot di Jean Giraudoux, regia di Giancarlo Cobelli (1977)[11]
- Antonio e Cleopatra di William Shakespeare, regia di Roberto Guicciardini (1977)
- Il mercante di Venezia di William Shakespeare, regia di Memé Perlini (1980)
- Noir, da Frank Kafka, testo e regia di Tonino Accolla (2004)

## Radio
- I misteri di Bologna, di Antonio Zanolini, regia di Vittorio Melloni (1979)
- Lo scandalo della banca romana di Roberto Mezzucco, regia di Luigi Perelli (1980)
- La passeggiata di Fabio Doplicher, regia di Enrico Colosimo (1982)

## Direzione del doppiaggio

### Film
- 1977: Una ragazza, un maggiordomo e una lady (Doppiato negli anni '80)
- 1986: Dirsi addio
- 1987: Il giorno prima, Gli occhiali d'oro, Nudo e crudo, Fuori di testa
- 1988: Una pallottola spuntata, Senza indizio, Turista per caso, Hellbound: Hellraiser II - Prigionieri dell'Inferno
- 1989: Parenti, amici e tanti guai, Turner e il casinaro, Fletch - Cronista d'assalto, I favolosi Baker, Harlem Nights, Society - The Horror, Sesso, bugie e videotape, Major League - La squadra più scassata della lega
- 1990: Orchidea selvaggia, La condanna, L'esorcista III, Cattive compagnie, Ancora 48 ore, Ore disperate, Uno sconosciuto alla porta, Programmato per uccidere
- 1991: Hot Shots!, L'altro delitto, Il silenzio degli innocenti, Robin Hood, principe dei ladri, Tartarughe Ninja II: Il segreto di Ooze, Una pallottola spuntata 2 e 1/2 - L'odore della paura, Che vita da cani!
- 1992: 1492 - La conquista del paradiso, Il principe delle donne, Jackpot,  Max e Jeremie devono morire, Alien³
- 1993: Hot Shots! 2, Mrs. Doubtfire - Mammo per sempre, Palle in canna, Kika - Un corpo in prestito, Dangerous Woman - Una donna pericolosa, Sister Act 2 - Più svitata che mai, Molto rumore per nulla, I visitatori, Tartarughe Ninja III, Il figlio della Pantera Rosa
- 1994: Ma dov'è andata la mia bambina?, Omicidio nel vuoto, Bad Girls, Highlander III, Speed, Le nozze di Muriel, Pallottole su Broadway, Léon, True Lies, La regina Margot, Una pallottola spuntata 33⅓ - L'insulto finale, Asterix conquista l'America, Il prezzo di Hollywood
- 1995: Braveheart - Cuore impavido, Bad Company, Nine Months - Imprevisti d'amore, Il profumo del mosto selvatico, Dracula morto e contento, Donne - Waiting to Exhale, Una folle stagione d'amore, Strange Days, Si gira a Manhattan, Soldi proibiti
- 1996: Independence day, Le mie guardie del corpo, Romeo + Giulietta (1996), Crash, Nella sua pelle, Il coraggio della verità, Il professore matto, Reazione a catena, Riccardo III - Un uomo, un re, Conflitti del cuore, Una promessa è una promessa
- 1997: Uno sbirro tuttofare, Vulcano - Los Angeles 1997, Oscar e Lucinda, Alien - La clonazione, L'impostore, Titanic, Breakdown - La trappola, La follia di Henry, Svolta pericolosa, Il quinto elemento, Full Monty - Squattrinati organizzati, Solo se il destino, Killer per caso
- 1998: City of Angels - La città degli angeli, Il mio West, Amori & incantesimi, Il dottor Dolittle, Il genio, La sottile linea rossa, Il fuggitivo della missione impossibile, Il mio campione, Tutti pazzi per Mary, I visitatori 2 - Ritorno al passato, Face - Criminali per caso
- 1999: Cavalcando col diavolo, Mickey occhi blu, Mai stata baciata, Una voce per gridare, Detroit Rock City, Anna and the King
- 2000: The cell - La cellula, Io, me & Irene, Little Nicky - Un diavolo a Manhattan, Lost Souls - La profezia, La locanda della felicità, La rivincita delle bionde, 15 minuti - Follia omicida a New York
- 2001: Jay & Silent Bob... Fermate Hollywood, Planet of the Apes - Il pianeta delle scimmie (2001), Wasabi, Heartbreakers - Vizio di famiglia, Monkeybone, Super Troopers, Amore a prima svista, Il dottor Dolittle 2
- 2002: I sublimi segreti delle Ya-Ya Sisters, Hot Chick - Una bionda esplosiva, Missione coccodrillo, Two Weeks Notice - Due settimane per innamorarsi, Human Nature, Antwone Fisher, La bottega del barbiere, Jet Lag, Sotto corte marziale
- 2003: Amici di... letti, Oggi sposi... niente sesso, Chinese Odyssey, Il genio della truffa, Wonderland, Scary Movie 3 - Una risata vi seppellirà, Monster, Killing Words, Cose da maschi, Pistole nude, Il Tulipano d'oro
- 2004: Sotto falso nome, Identità violate, Fratelli per la pelle, Ore 11:14 - Destino fatale, Il padre di mio figlio, L'uomo senza sonno, L'avversario, Il club delle promesse, Alexander, Il mercante di Venezia, Eros (episodio Il filo pericoloso delle cose), Palle al balzo - Dodgeball, Vieni via con me
- 2005: Gioco di donna, The Island, Mr. & Mrs. Smith, I guardiani della notte, Kiss Kiss, Bang Bang, Fragile: A Ghost Story, Me and You and Everyone We Know
- 2006: V per Vendetta, La Pantera Rosa (solo personaggi isp. Clouseau e Dreyfus), Scary Movie 4, Il dottor Dolittle 3, Spia + Spia - Due superagenti armati fino ai denti, Hot Movie, Bandidas, C.R.A.Z.Y., Il sogno di Jerome, Superman Returns, Il diavolo veste Prada, Il labirinto del Fauno, Paradiso + Inferno
- 2007: Borat, Scrivimi una canzone, Asterix e i Vichinghi, Il colore della libertà - Goodbye Bafana, Epic Movie, Ti va di pagare? - Priceless, The Reef - Amici x le pinne, I Simpson - Il film, Hairspray - Grasso è bello!, I guardiani del giorno, Il risveglio delle tenebre, Winx Club - il segreto del regno perduto
- 2008: Asterix alle Olimpiadi, 27 volte in bianco, Sandrine nella pioggia, 3ciento - Chi l'ha duro... la vince!, Notte brava a Las Vegas, 14 anni vergine, Piacere Dave, Decameron Pie, L'Arca di Noè, Disaster Movie, Control, Ember - Il mistero della città di luce
- 2009: Viaggio al centro della Terra 3D. Australia, L'amore nascosto, Sex Movie in 4D, Brothers, Avatar
- 2010: Notte folle a Manhattan, Puzzole alla riscossa, Genitori & figli - Agitare bene prima dell'uso
- 2011: Adam Resurrected, Space Dogs, Source Code, I tre moschettieri
- 2013: Il commissario Torrente - Il braccio idiota della legge

### Cartoni animati
- I Simpson
- The Mask
- Ace Ventura

## Riconoscimenti
- Nastro d'argento per il miglior doppiaggio 1991: Kenneth Branagh in Enrico V[1].
- Leggio d'oro alla miglior direzione del doppiaggio 2007 per il film Il diavolo veste Prada.[12]